# Bombyx
Bombyx es el género de las mariposas o gusanos de seda de la familia de lepidópteros Bombycidae. Contiene diversas especies
- B. mandarina: es la especie salvaje.
- B. mori: la especie doméstica, su origen está datado entre cinco mil[2] y cuatro mil seiscientos años,[1] a partir de la selección artificial de la primera.

Las orugas de ambas especies se alimentan de diferentes especies de árboles de la familia Moraceae en especial de género Morus

## Especies
En tiempos recientes se incluyen estas especies:
- Bombyx horsfieldi (Moore, 1860)
- Bombyx huttoni Westwood, 1847
- Bombyx incomposita van Eecke, 1929
- Bombyx lemeepauli Lemée, 1950
- Bombyx mandarina (Moore, 1872) - polilla de seda salvaje
- Bombyx mori (Linnaeus, 1758) - polilla de seda doméstica
- Bombyx rotundapex Miyata & Kishida, 1990
- Bombyx shini Park and Sohn, 2002